# 帰らざる日々 (映画)
『帰らざる日々』（かえらざるひび）は、1978年に公開された藤田敏八監督の日本映画。
中岡京平の『夏の栄光』が原作。

## スタッフ
以下のスタッフ名は特に記載がない限りKINENOTEに従った。
- 監督 - 藤田敏八
- 脚本 - 藤田敏八、中岡京平
- 原作 - 中岡京平 『夏の栄光』
- 企画 - 佐々木志郎、進藤貴美男
- 製作 - 岡田裕
- 撮影 - 前田米造
- 美術 - 渡辺平八郎
- 音楽 - 石川鷹彦[3]、アリス
- 録音 - 橋本文雄
- 照明 - 新川真
- 編集 - 井上治

## キャスト
- 江藤潤 - 黒岩隆三[1]
- 永島敏行 - 野崎辰雄[1]
- 浅野真弓 - 竹村真紀子[1]
- 竹田かほり - 平井由美[1]
- 朝丘雪路 - 野崎加代[1]
- 根岸とし江 - 西螢子[1]
- 中村敦夫 - 戸川佐吉[1]
- 草薙幸二郎 - 野崎文雄[1]
- 吉行和子 - 平井ふさ[1]
- 丹波義隆[1] - 田岡昭重
- 阿部敏郎[1] - 小俣八郎
- 高品正広[1] - 相沢俊夫
- 深見博 - 赤点[1]
- 加山麗子 - 村瀬喜代美[1]
- 日夏たより - 黒岩良子[1]
- 中尾彬 - 中村志郎[1]
- 小松方正 - 杉本双一郎[1]
- 成瀬正[2][3] - 志賀充治
- 木島一郎[2][3] - 徳光晴秀
- 矢野宣[2] - 菅谷先生[3]
- 志方亜紀子[4]
- 若杉透[2]
- 大平忠行[2]
- 大竹智子[2]
- 川島めぐ[2]
- 小見山玉樹[2]
- 花田圭祐[2]
- 青木久夫[2]
- 槙文孝[2]

## 受賞歴
- 1979年 第2回日本アカデミー賞[5]
  - 優秀監督賞 藤田敏八 - 『危険な関係』／『帰らざる日々』
  - 優秀脚本賞 藤田敏八／中岡京平 - 『帰らざる日々』
  - 優秀主演男優賞 永島敏行 - 『事件』／『サード』／『帰らざる日々』
- 1978年度 第3回報知映画賞
  - 新人賞 永島敏行（『サード』『帰らざる日々』『事件』）[6][7]
- 1978年度 第16回ゴールデン・アロー賞
  - 新人賞（映画）- 永島敏行[8][6]
- 1979年 エランドール賞
  - 新人賞 - 永島敏行
- 1978年度 第52回キネマ旬報[9]
  - 読者選出日本映画監督賞 藤田敏八（『帰らざる日々』）
  - 日本映画ベスト・テン5位 『帰らざる日々』（藤田敏八監督）